# Efectos del Huracán Isabel en Delaware
Los efectos del Huracán Isabel en Delaware dieron paso a una de las doce declaraciones de desastres por parte del presidente de Estados Unidos para el estado de Delaware. 
El Huracán Isabel se formó desde una onda tropical el 6 de septiembre de 2003 en el Océano Atlántico. Su movimiento fue en sentido noroeste, y con un entorno de vientos suaves con aguas cálidas, aumentaron su potencia hasta alcanzar vientos, el día 11 de septiembre, de 256 km/h (165 mph). Tras fluctuar su intensidad por cuatro días, Isabel fue gradualmente disminuyendo su potencia y tocó tierra en Outer Banks, Carolina del Norte, con vientos de 165 km/h (105 mph) el 18 de septiembre. Tras alcanzar tierra, disminuyó su fuerza siendo catalogado, al día siguiente, como un ciclón extratropical en el estado de Pensilvania. El centro de la tormenta se mantuvo al sur y oeste de Delaware, y estuvo a 280 km (175 millas) de Delaware en su aproximación más cercana, cuando se encontró sobre Virginia.
Los efectos del huracán se notó principalmente por las inundaciones, debido a los últimos efectos de la tormenta tropical Henri que había azotado al estado en los días previos. El viento de 100 km/h (62 mph) botó varios árboles y líneas de electricidad a través del estado, dejando al menos 15 mil personas sin energía eléctrica. Varias casas que se encontraban en llanos o en las proximidades a ríos resultaron inundadas. El paso del Huracán Isabel resultó con US$ 40 millones de pérdidas materiales y sin víctimas fatales.

## Días previos

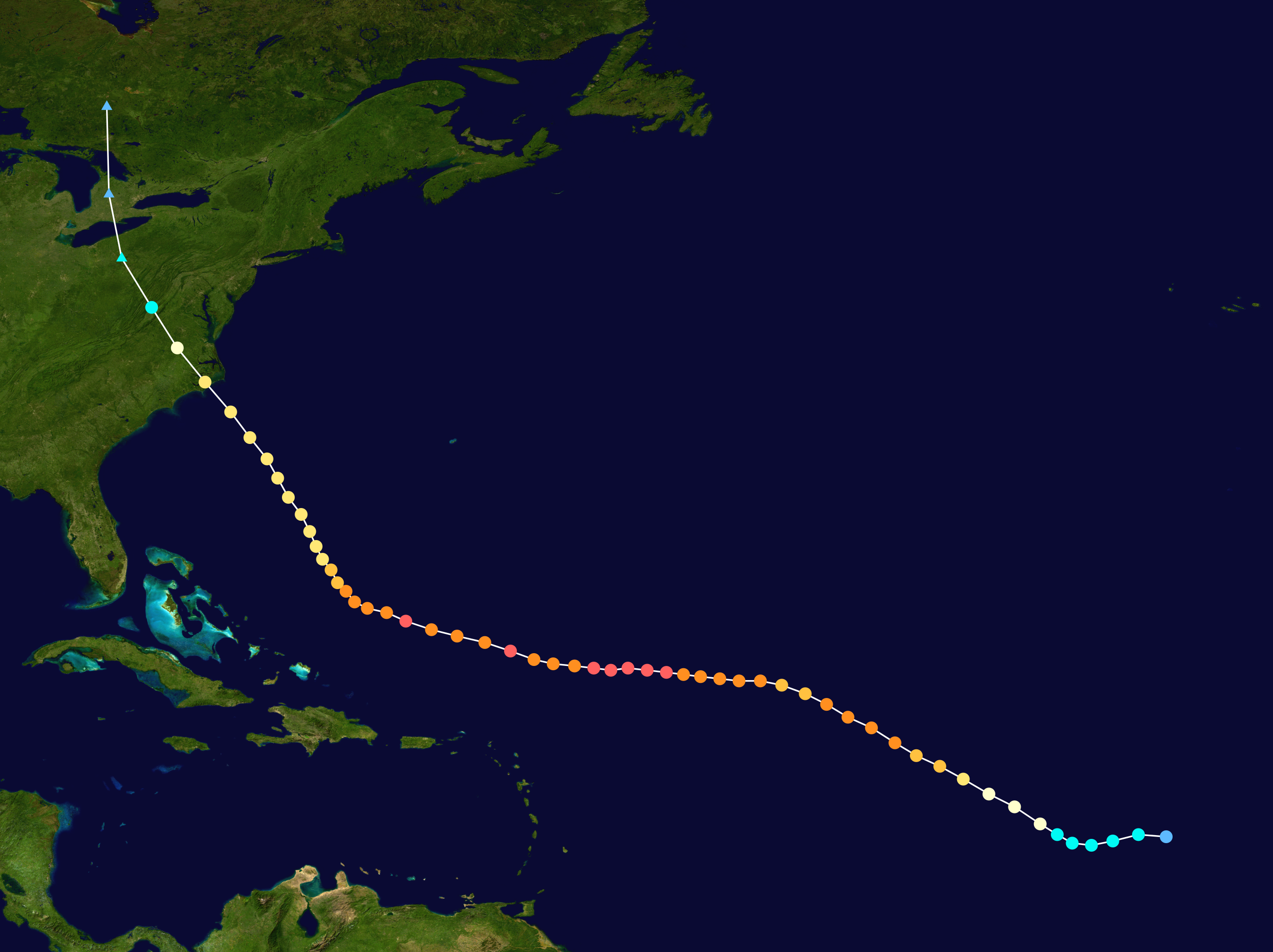
Trayectoria del Huracán Isabel.

El 16 de septiembre, 44 horas antes que el Huracán Isabel tocara tierra en Outer Banks, el National Hurricane Center (en español, Centro Nacional de Huracanes) envía una alerta temprana por la aproximación del huracán, siendo dirigida a todo el borde costero del estado de Delaware. El 17 de septiembre, 26 horas antes que Isabel tocara tierra, las observaciones de los expertos cambiaron desde una alerta temprana a una alerta inminente en la costa del estado, alertando de una tormenta tropical. Los especialistas predecían que esta tormenta podía convertirse en un huracán de categoría 5, analizando la posible trayectoria que seguiría el huracán, con 5 días de anticipación, encontrándose el huracán a 250 km (155 millas) de Lewes, Delaware, con una velocidad de 185 km/h (115 mph). Pasando el cono de la incertidumbre, las predicciones apuntaban que tocaría tierra en Carolina del Norte, pasado al oeste del estado.
La Gobernadora de Delaware, Ruth Ann Minner, declaró al estado en emergencia por la llegada del huracán. La declaración también incluyó el llamado de la Guardia Nacional de Delaware para asistir a los equipos de emergencia. La Gobernadora ordenó la evacuación de los residentes de 13 áreas en el condado de Sussex que se encontraban en amenaza por la escasa altitud en que se encontraban sus hogares. En total, 787 personas fueron evacuadas en todo el estado a siete refugios dispuestos por la Cruz Roja. Los oficiales de policía, tres días antes, recomendaron a los turistas retirarse de las áreas que potencialmente se verían afectadas cuando Isabel tocara tierra. Minner ordenó cerrar las escuelas el día en que Isabel tocara tierra y recomendó a los dueños de casas móviles evacuar y cerrar los negocios. La Universidad de Delaware cerró sus aulas. El ferry del Cabo May-Lewes fue cerrado con varios días de anticipación a la tormenta y el Departamento de Transportes planeó restringir el uso de las rutas.

## El impacto

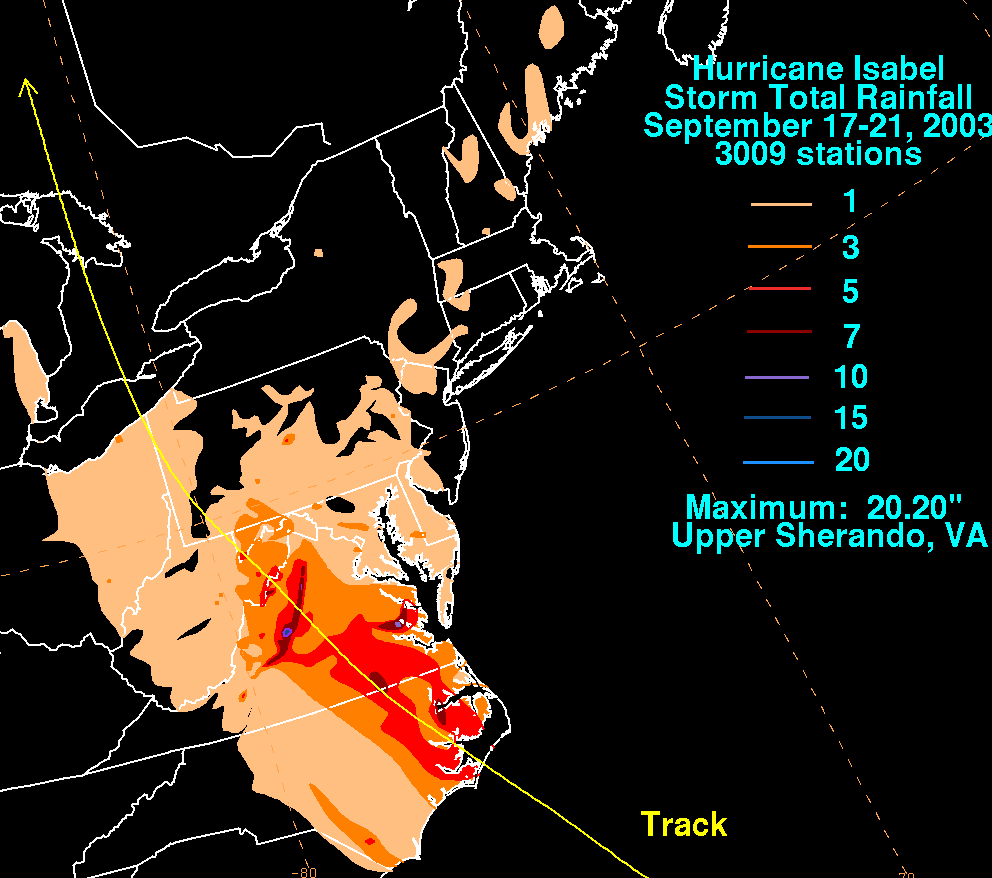
Lluvias dejadas por el Huracán Isabel.

Fuertes vientos del huracán produjo leves marejadas que alcanzaron 2,64 metros (8,66 pies) en Reedy Point, Delaware.  Las olas fueron un levemente más grandes que lo normal, resultado con una erosión en la playa, especialmente en el Condado de Sussex. Olas de 5,18 m (17 pies) de altura fue informado en las cercanías de la costa. Las aguas atravesaron las dunas del sur de la Playa Bethany y muchos lugares a lo largo de la carretera Delaware Route 1 resultaron inundadas. La prolongada estancia de Isabel produjo viento a través de todo el estado, detectándose una velocidad promedio de 113 km/h (70 mph) en la bahía de Delaware. En tierra firme, los vientos llegaron a 100 km/h (62 mph) en Lewes. También hubo fuertes lluvias en la zona afectada, pero a su vez fue esporádica, acumulando 48 mm en Greenwood, lo que ocasionó el desborde de ríos, con 0,725 metros (2,38 pies) de agua en las cercanías del río Christina.
En el faro de Lewes, las olas destruyeron la parte baja de la estructura del faro, mientras que los fuertes vientos volaron la torre de observación. Un grupo de ocho voluntarios repararon rápidamente el daño. Los árboles cortaron las vías de comunicación y las líneas de energía eléctrica. Se informó que los cortes de energía relacionados con el huracán son los peores que han ocurrido en la historia. Se estima que al menos 15 mil personas se quedaron sin electricidad durante el huracán, incluyendo a 2500 personas en Dover, que es la capital del estado.
Debido a los fuertes vientos, las autoridades del tráfico vehicular redujeron la velocidad a 65 km/h (40 mph) sobre el puente Delaware Memorial. 62 carreteras en el estado fueron cerradas por las inundaciones, caídas de árboles o cables de transmisión eléctrica. Ocho caminos, incluyendo la carretera interestatal 13A se mantuvo cerrado por varios días, debido principalmente por las inundaciones. Las inundaciones afectaron las ciudades de Seaford, Blades, Bayview y Augustine Beach. Los parques estatales reportaron la caídas de árboles y varios daños en su infraestructura.
Tras el paso de la tormenta, se estimó las pérdidas materiales en US$ 40 millones y sin víctimas fatales por efectos del huracán.

## Días siguientes
El 20 de septiembre, dos días después que el Huracán Isabel pasó el estado, la Gobernadora Ruth Minner hizo una petición formal para una declaración de desastre federal para el estado. Ese mismo día, el presidente George Bush declaró al estado de Delaware en catástrofe federal. Esto permitió acceder a fondos federales para desastres y recursos de emergencia para las familias y negocios, para reconstruir los daños ocasionados por el huracán.
Los oficiales estatales y federal abrieron un centro de asistencia para los afectados en Georgetown y Wilmington para asistir a las personas que sufrieron pérdidas durante el huracán Isabel y la tormenta Henri, que había azotado la zona días antes. Un total de 761 personas visitaron los centros de asistencias antes que fueran cerrados. Una semana después de la declaración de desastre, los residentes comenzaron a recibir los cheques que solicitaron como ayuda. A los dos meses del paso del huracán, 658 víctimas solicitaron asistencia por una cifra cercana a US$ 1 millón, además de aceptarse 141 préstamos bancarios. FEMA distribuyó cerca de US$ 2,5 millones en préstamos y recibió 183 préstamos para reparar o cambiar instalaciones públicas.
35 cuadrillas de apoyo eléctrico con contratistas, trabajaron para restaurar la electricidad. Tras dos días de la tormenta, 2 mil personas continuaban sin energía eléctrica en zonas apartadas del estado. Varias zonas de Dover permanecieron sin electricidad durante 30 horas.
Cerca de 200 voluntarios donaron tiempo, dinero y comida para entregarle acogida a las personas y familias que se vieron afectados por la tormenta. Equipos de apoyo de varios condados, transportaron cerca de 300 toneladas de escombros dejados por la tormenta. Dos carreras clasificatorias de la NASCAR fueron canceladas por el paso del huracán siendo corridas posteriormente.